# Синополи
Синополи (итал. Sinopoli) је насеље у Италији у округу Ређо ди Калабрија, региону Калабрија.
Према процени из 2011. у насељу је живело 1972 становника. Насеље се налази на надморској висини од 490 м.

## Становништво
Према резултатима пописа становништва 2011. у општини је живело 2.154 становника.
| 1931. | 1936. | 1951. | 1961. | 1971. | 1981. | 1991. | 2001. | 2011. |
| ----- | ----- | ----- | ----- | ----- | ----- | ----- | ----- | ----- |
| 4.059 | 4.029 | 4.404 | 3.123 | 2.606 | 2.468 | 2.535 | 2.329 | 2.154 |